# Giuseppe Biancani
Giuseppe Biancani (Bologna, 8 marzo 1566 – Parma, 7 giugno 1624) è stato un gesuita, matematico e astronomo italiano.

## Biografia

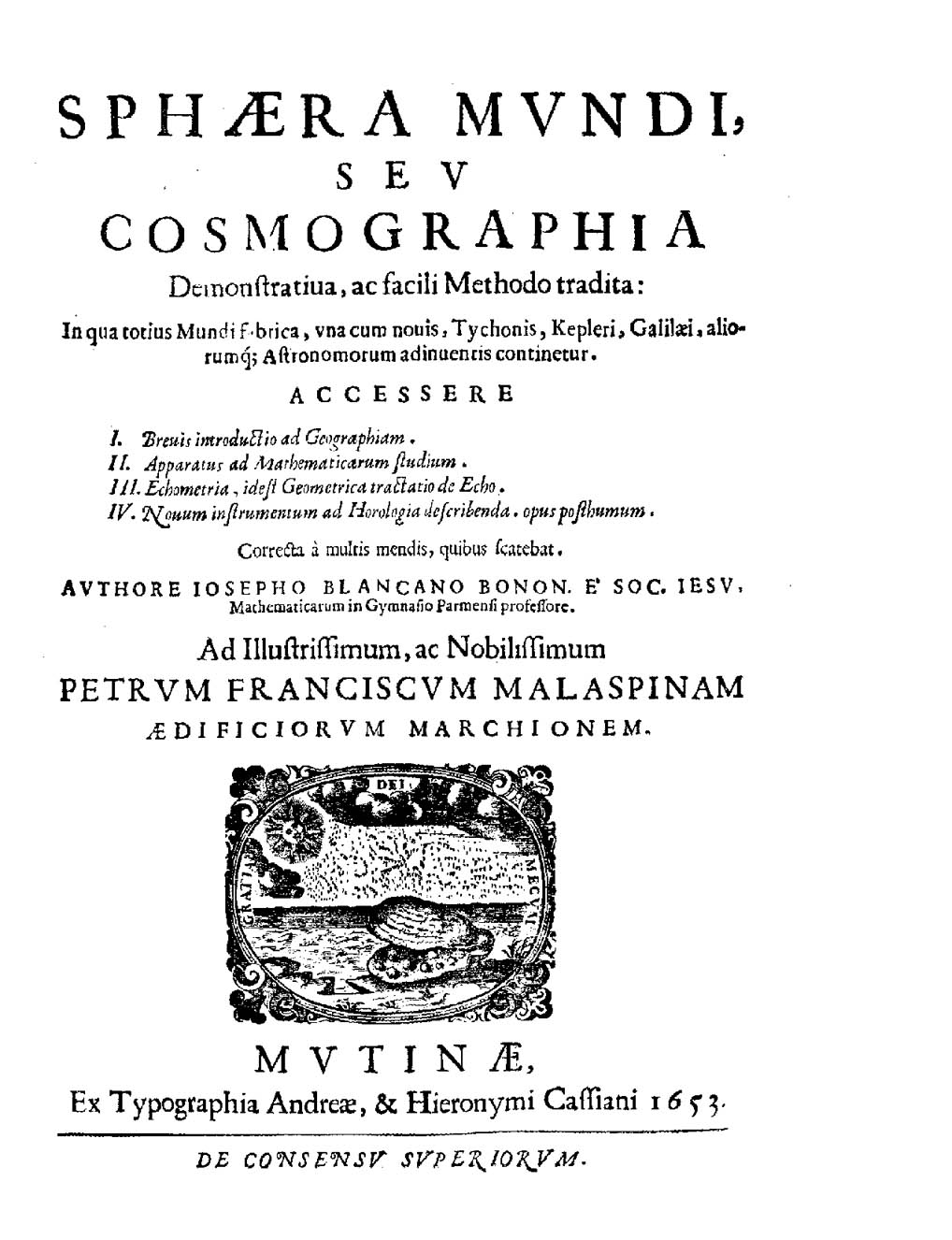
Sphaera mundi, seu Cosmographia demonstrativa, 1653

Biancani entrò nel noviziato della Compagnia di Gesù nel 1592. Studiò matematica con Marco Antonio de Dominis a Brescia e con Cristoforo Clavio presso il Collegio romano. Fra il 1596 e il 1599 fu a Padova, dove si legò di amicizia con Galileo Galilei. Secondo Ugo Baldini, «come uomo della Compagnia, Biancani è stato frequentemente presentato come ostile a Galileo per uno o due episodi di dissenso, normali in una libera dialettica scientifica; sono stati così trascurati elementi contrari molto più consistenti.» Infatti Biancani conservò per tutta la vita una grande stima e ammirazione per lo scienziato pisano. "Amo et ammiro il Galileo" scriverà al confratello Christoph Grienberger, "non solo per la sua rara dottrina et invenzione, ma anco per l'antica amicizia che già contrassi con lui in Padova, dalla cortesia et amorevolezza del quale restai legato: né credo sia stato alcuno che habbia più publicato, confirmato et difeso le sue invenzioni di me, in publico et in privato." Biancani fu docente per un ventennio a Parma, presso il collegio gesuitico di San Rocco. Tra suoi discepoli figurano Giovanni RIccioli, Mario Bettini, Niccolò Zucchi e Niccolò Cabeo.
Nella sua opera Aristotelis loca mathematica ex universis ipsius operibus collecta et explicata, pubblicata a Bologna nel 1615, Biancani raccolse e illustrò tutti i luoghi matematici delle opere aristoteliche. Biancani vi discuteva anche gli studi di Archimede sui corpi galleggianti. Il lavoro fu colpito da censura quando fu sottoposto alla revisione paritaria, una pratica comune fra i gesuiti. Il recensore, Giovanni Camerota, scrisse: "Non sembra né appropriato né utile che i libri dei nostri membri contengano le idee di Galileo Galilei, specialmente quando sono contrarie ad Aristotele."
Biancani scrisse il suo Sphaera mundi, seu cosmographia demonstrativa, ac facili methodo tradita nel 1615. Tuttavia l'opera non fu pubblicata fino al 1619, dopo il Decreto della Congregazione dell'Indice del 1616. Dall'opera di Biancani appare un suo spiccato orientamento a far proprie molte delle teorie di Tycho Brahe, congiunto a una precisa tendenza ad accogliere insegnamenti di carattere fortemente innovativo rispetto alla filosofia naturale aristotelica, in particolare alcuni di Galileo e Copernico.
L'opera offre un compendio delle scoperte fatte da Tycho Brahe, Johannes Kepler, Galileo, Copernico e altri scienziati. La censura delle opere copernicane influenzò la redazione della Sphaera mundi. "Ma che questa opinione [l’eliocentrismo] sia falsa", scrive Biancani, discutendo le teorie di Copernico e Keplero, "e debba essere rigettata (anche se supportata da migliori dimostrazioni ed argomenti) è diventato tuttavia molto più certo in questi giorni, in cui è stata condannata dalle autorità della Chiesa in quanto contraria alla Sacra Scrittura." (Sphaera, IV, 37).
Oltre a un approfondito studio del fenomeno dell'eco e appunti di matematica e geografia, l'opera di Biancani includeva anche una mappa lunare. La mappa di Biancani non fu elaborata a sostegno delle nuove idee copernicane, bensì di quelle della cosmologia geocentrica tradizionale e del pensiero aristotelico. Biancani non era d'accordo con Galileo, che credeva nell'esistenza delle montagne lunari. In una lettera del 1611 a Christoph Grienberger (da cui prende il nome il cratere Gruemberger), Biancani espose chiaramente la certezza che non potevano esserci montagne sulla luna.
Biancani riteneva che il sistema copernicano fosse un'opinionem falsam... ac rejeciendam. Ciononostante tenne una condotta ambivalente nel quadro della Rivoluzione scientifica, citando le opinioni di Galileo sulla superficie della luna e discutendo anche quelle degli antichi, come Posidonio e Cleomede.
Bernardo Varenio basò gran parte della sua influente Geographia Generalis sulla Sphaera mundi di Biancani.
Si deve quasi sicuramente a Biancani l'invenzione del termine "canna occhiale", successivamente eliso in "cannocchiale", per indicare il telescopio galileiano.
Il cratere lunare Blancanus gli è stato dedicato nel 1651 dal suo discepolo Giovanni Riccioli.

## Opere

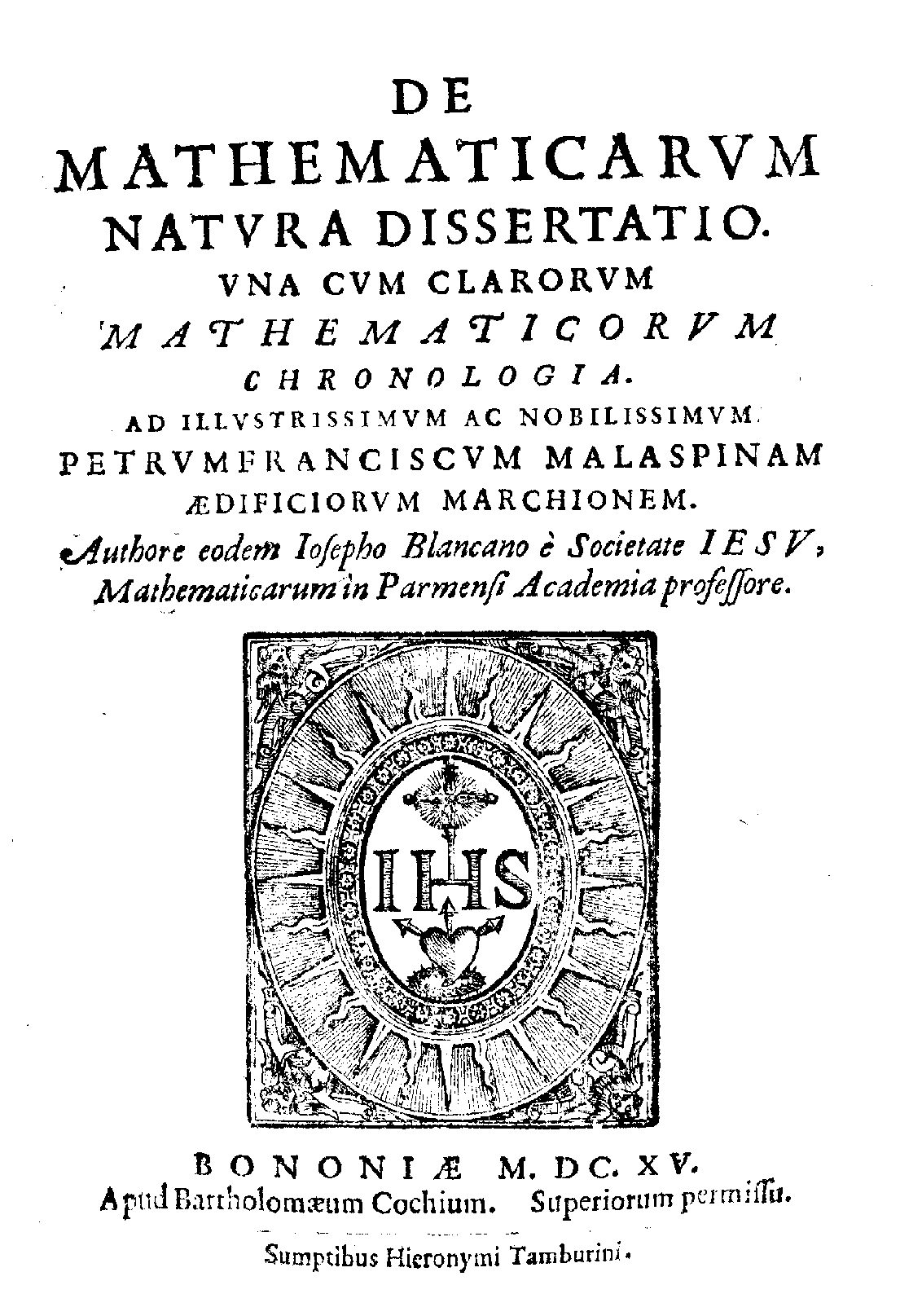
De mathematicarum natura dissertatio, 1615

- (LA) Aristotelis loca mathematica ex universis ipsius operibus collecta, & explicata. Aristotelicae videlicet expositionis complementum hactenus desideratum. Accessere de natura mathematicarum scientiarum tractatio; atque clarorum mathematicorum chronologia, Bononiae, apud Bartholomaeum Cochium, 1615.
- (LA) De mathematicarum natura dissertatio, Bononiae, apud Bartholomaeum Cochium : sumptibus Hieronymi Tamburini, 1615.
- (LA) Sphaera mundi seu cosmographia, demonstratiua, ac facili methodo tradita, Bononiae, Typis Sebastiani Bonomij, sumptibus Hieronymi Tamburini, 1620.
  - (LA) Sphaera mundi, seu Cosmographia demonstrativa, Modena, Andrea Cassiani & Girolamo Cassiani, 1653.